# Bernuy de Porreros
Bernuy de Porreros – gmina w Hiszpanii, w prowincji Segowia, w Kastylii i León, o powierzchni 9,27 km². W 2011 roku gmina liczyła 697 mieszkańców.